# روبرتو رييس توليدو
روبرتو رييس توليدو (1949 - 2020)، هو كاتب وممثل ومخرج كولومبي.